# Ziziphora
Ziziphora este un gen de plante din familia Lamiaceae. Cuprinde specii cu frunze aromatice, răspândite în sudul și estul Europei, dar și în Africa de nord-vest și Asia, de la Munții Himalaya până la Munții Altai.

## Specii
1. Ziziphora aragonensis Pau - Spania
2. Ziziphora brantii  K.Koch - Caucaz
3. Ziziphora capitata  L. - Balcani, zona Mării Negre, Orientul Mijlociu, Asia Centrală
4. Ziziphora clinopodioides Lam. - Siberia, Mongolia, Xinjiang, Asia Centrală, Himalaya, Asia de SV
5. Ziziphora galinae Juz. - Turkmenistan
6. Ziziphora hispanica L. - Spain, Algeria, Maroc, Tunisia
7. Ziziphora interrupta Juz. - Tadjikistan
8. Ziziphora pamiroalaica Juz. - Kârgâzstan, Tadjikistan, Xingjiang
9. Ziziphora pedicellata Pazij & Vved. - Kârgâzstan, Uzbekistan
10. Ziziphora persica  Bunge - Iran, Turcia, Caucaz, Crimeea, Asia Centrală
11. Ziziphora puschkinii Adam - Caucaz
12. Ziziphora raddei Juz. - Caucaz
13. Ziziphora suffruticosa Pazij & Vved. - Uzbekistan
14. Ziziphora taurica M.Bieb - Crimeea, Turcia, Siria
15. Ziziphora tenuior L. - Ucraina, Rusia, Siberia, Asia Centrală, Xinjiang, Afghanistan, Iran, Turcia, Orientul Mijlociu
16. Ziziphora vichodceviana Tkatsch. ex Tulyag. - Kârgâzstan
17. Ziziphora woronowii Maleev - Caucazi